# 法泉寺 (台東区)

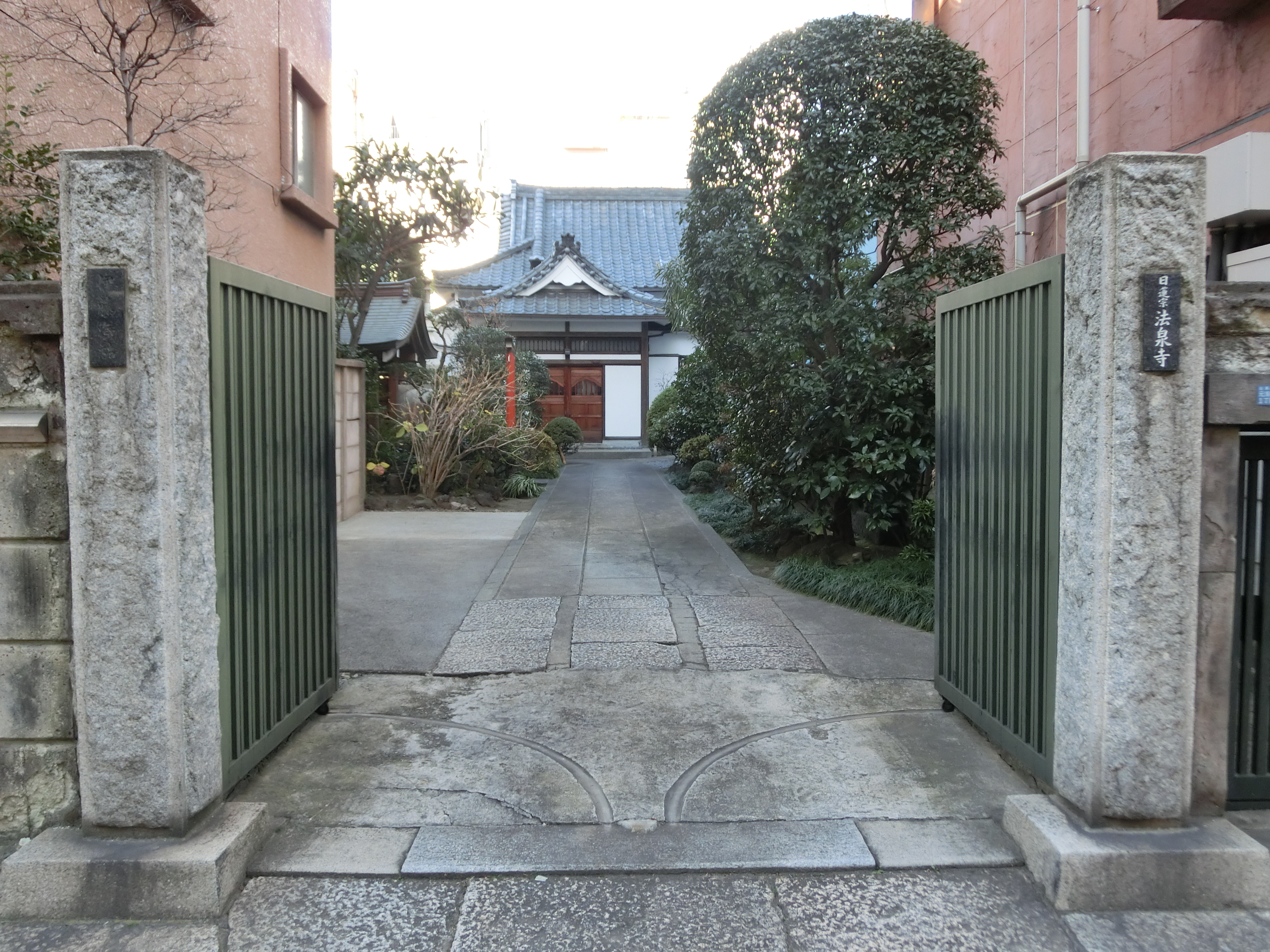
法泉寺

法泉寺（ほうせんじ）は、東京都台東区元浅草にある日蓮宗の寺院。山号は妙盈山。旧本山は大本山池上本門寺、池上・芳師法縁。

## 歴史
文禄4年（1595年）矢之倉（現在の中央区東日本橋付近）に妙泉院日雄（慶長3年（1598年）没）を開山に創建。正保元年（1644年）現在地へ移転した。文化3年（1806年）大火で諸堂を焼失した。
1913年には区画整理により、墓地は池上本門寺山内に移転改葬した。

## 交通アクセス
- 大江戸線つくばエクスプレス新御徒町駅より徒歩約4分（経路案内）。
- 銀座線稲荷町駅より徒歩約6分（経路案内）。

## 参考資料
- 日蓮宗寺院大鑑編集委員会『宗祖第七百遠忌記念出版 日蓮宗寺院大鑑』大本山池上本門寺 (1981年)
- 御府内寺社備考